# Mošćenica
Mošćenica je naselje u sastavu grada Petrinje, a prema popisu iz 2001. godine ima 2.348 stanovnika. Nalazi se na državnoj cesti D37 (Sisak – Petrinja – Glina). Početkom 20. stoljeća je postojala kao općina.
Mošćenica je tijekom Domovinskog rata bila prva crta obrane od srpske agresije tako da je pretrpjela velike štete te je jedno od minsko najzagađenijih područja u Hrvatskoj. Mjesto ima područnu osmogodišnju školu koja posluje kao dio Petrinjske škole Dragutin Tadijanović, Dom zdravlja te kapelicu sv. Jakova. Kroz Mošćenicu protječe rijeka Kupa i potok Stružica s izvorom u kotar šumi koji se utječe u Kupu. Mošćenica je također poznata po glazbenom festivalu "Kupa Open Air" koji se održava od 2012. godine, koji se odrzava u sklopu proslave dana mjesta Sv. Jakova 25.07. Na taj dan svake godine održava se kulturno umjetnički program, razne izložbe uz pučku zabavu do kasnih večernjih sati.
U Mošćenici dugi niz godina djeluje i više udruga poput DVD Mošćenica, Hrvatskog kulturno umjetničkog društva Mošćenica i ogranka UDVDR Mošćenica.

## Stanovništvo
| broj stanovnika | 302   | 277   | 351   | 339   | 444   | 472   | 464   | 524   | 443   | 478   | 761   | 1464  | 2331  | 2831  | 2348  | 2470  | 2096  |
|                 | 1857. | 1869. | 1880. | 1890. | 1900. | 1910. | 1921. | 1931. | 1948. | 1953. | 1961. | 1971. | 1981. | 1991. | 2001. | 2011. | 2021. |

## Šport
- Stolnoteniski klub Mošćenica
- HKUD Mošćenica
- Karate klub Mošćenica